# Ermita de San Mamés (Erandio)
La ermita de San Mamés o ermita de Santimami es una ermita de estilo barroco construido hacia el siglo XVII, en el límite entre los municipios de Erandio y Lejona, en Vizcaya. Está dedicada a San Mamés de Capadocia, y da nombre al barrio de San Mamés o Santimami. Cerca se hallan los caseríos Manzine y Pepene (Lejona) y Martxikone (Erandio).

## Descripción
Su planta es rectangular, de 12,50 por 7,35 metros Los muros son de mampostería y los esquineros de sillería. En los años ochenta, todos los muros estaban encalados excepto la espadaña de mampostería, de un vano con campana, rematada por una cruz de piedra. Actualmente tiene espadaña de ladrillo visto. La cubierta es a dos aguas, con un tejado perpendicular que descansa sobre cuatro pilares de madera, formando un pórtico sobre la puerta adintelada del lado Oeste. Tiene además pequeños vanos en los lados Norte y Sur. El pavimento es de baldosas.
Dentro se guarda la imagen de San Mamés.

## Uso
El 17 de agosto, festividad de San Mamés, se celebra misa y romería.

## Galería

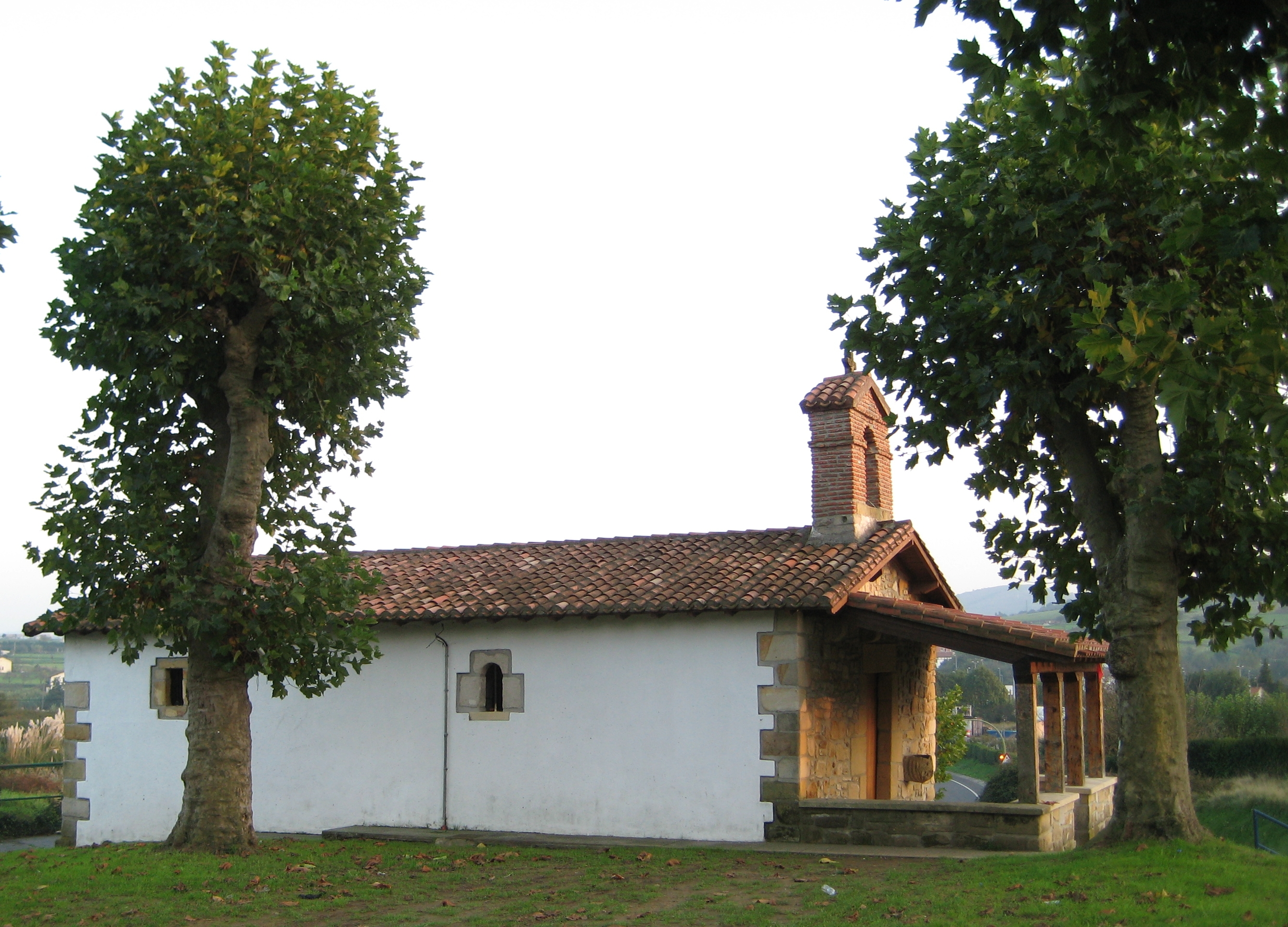
En 2007
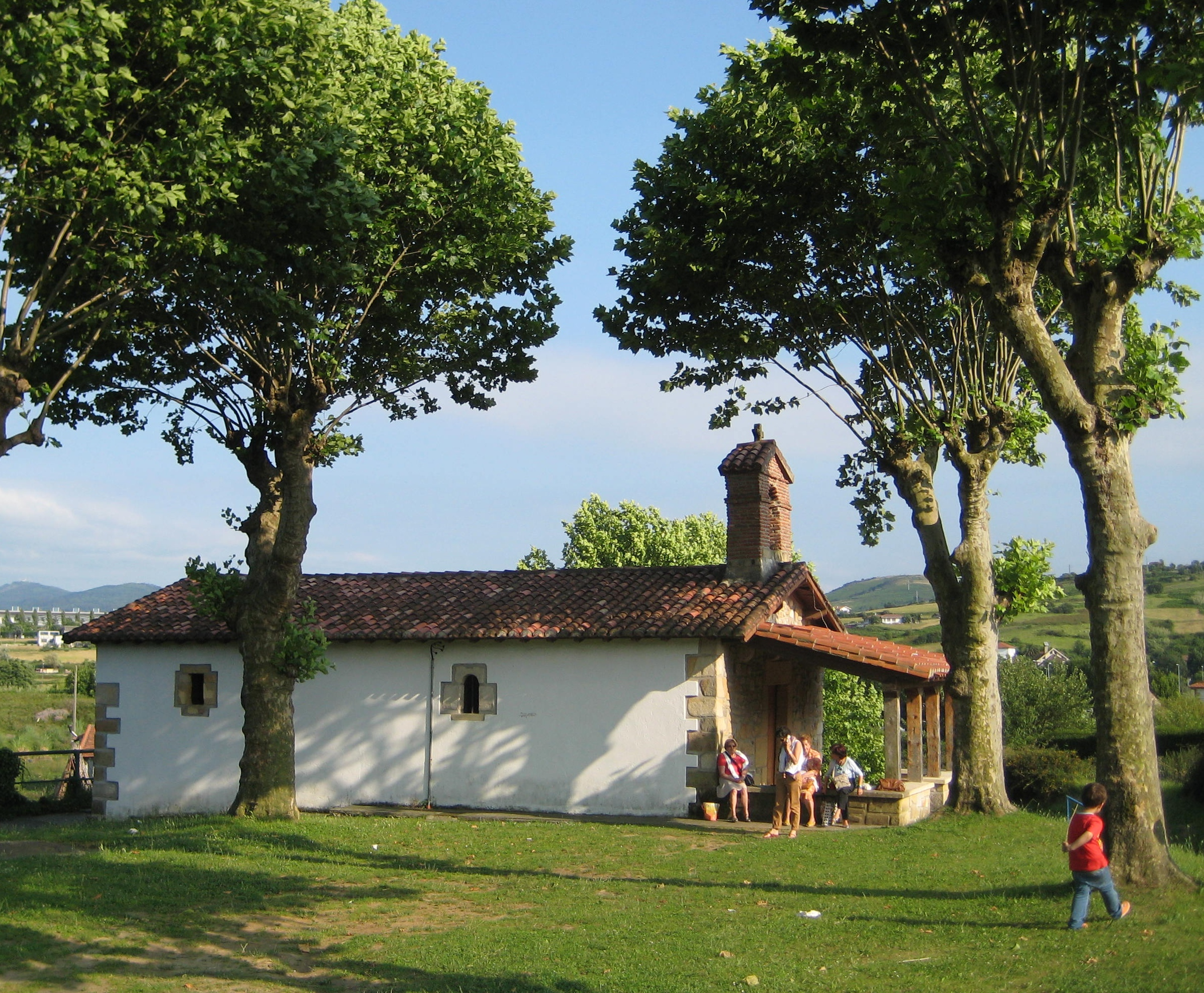
En 2011